# Bradfield St Clare
Bradfield St Clare – wieś w Anglii, w hrabstwie Suffolk, w dystrykcie West Suffolk. Leży 29 km na północny zachód od miasta Ipswich i 99 km na północny wschód od Londynu. W 2001 miejscowość liczyła 140 mieszkańców.